# 弗卢万
弗卢万（法語：Floing，法語發音：[flwɛ̃]）是法国大東部大區阿登省的一个市镇，属于色当区。

## 地理
弗卢万（49°43'19"N, 4°55'49"E）面积7.43 平方千米，位于法国大東部大區阿登省，该省份为法国北部内陆省份，西接埃纳省，南至马恩省，东临默兹省，北与比利时接壤。
与弗卢万接壤的市镇（或旧市镇、城区）包括：弗莱涅、格莱尔、伊利、色当。

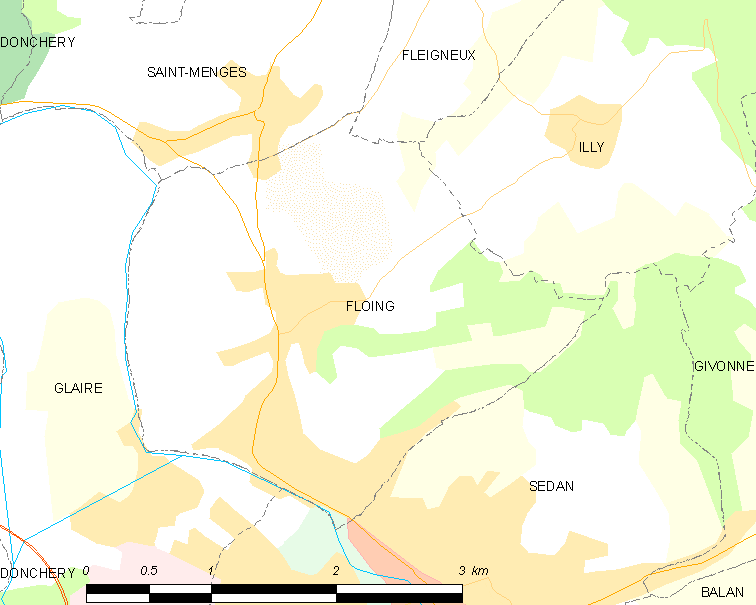
弗卢万的OSM定位图

弗卢万的时区为UTC+01:00、UTC+02:00（夏令时）。

## 行政
弗卢万的邮政编码为08200，INSEE市镇编码为08174。

## 政治
弗卢万所属的省级选区为色当第二县。

## 人口

1962-2008年间弗卢万人口变化图示

弗卢万于2022年1月1日时的人口数量为2277人。